# Comic モエマックスJr.
『comicモエマックスJr.』（コミックモエマックスジュニア）は、シーズ情報出版が2009年6月から発行している漫画雑誌である。キャッチフレーズは『ちょっと過激な萌エロリ美少女コミック』を受け継いでいる。2008年12月に休刊になった『COMIC モエマックス』を引き継いで刊行された。 また本誌の刊行に先立ち、2009年4月28日に定価100円の『プチマガジンComicモエマックスJr』が一部の店舗で販売された。『プチマガジンComicモエマックスJr』はその後も不定期刊行されている。

## 概要
『COMIC モエマックス』の路線を踏襲し、執筆作家を受け継いでいる。

## 作家
- うるし原智志
- 土居坂崎
- みにおん
- 寄生虫
- ちんじゃおろおす
- みやま零
- 川合正起
- 影乃いりす
- あんこ工房

他

## 既刊一覧
1. プチマガジン コミック モエマックスJr. 2009.6 2009年4月28日発売
2. コミック モエマックスJr. 2009.8 2009年6月29日発売
3. プチマガジン コミック モエマックスJr. 2009.10 2009年8月15日発売
4. コミック モエマックスJr. 2009.12 2009年10月28日発売
5. プチマガジン コミック モエマックスJr. 2010.4 2010年2月26日発売
6. プチマガジン コミック モエマックスJr. 2010.9 2010年8月3日発売
7. プチマガジン コミック モエマックスJr. 2011.1 2010年12月4日発売
8. プチマガジン コミック モエマックスJr. 2011.9 2011年8月12日発売